# لشانی (ناحیه پروستییوف)
لشانی (به چکی: Lešany) یک منطقهٔ مسکونی در جمهوری چک است که در ناحیه پروستییوو واقع شده‌است.
 لشانی ۵٫۵ کیلومتر مربع مساحت و ۳۸۳ نفر جمعیت دارد و ۲۶۶ متر بالاتر از سطح دریا واقع شده‌است.